# Microlepia calvescens
Microlepia calvescens là một loài thực vật có mạch trong họ Dennstaedtiaceae. Loài này được (Wall. ex Hook.) C. Presl miêu tả khoa học đầu tiên năm 1851.